# José Carlos Ferreira Filho
José Carlos Ferreira Filho (født 24. april 1983) er en brasiliansk fodboldspiller.